# Christopher Del Bosco
Christopher Del Bosco (ur. 30 marca 1982 w Colorado Springs) – kanadyjski narciarz pochodzenia amerykańskiego, specjalista narciarstwa dowolnego. Zajął czwarte miejsce w skicrossie podczas igrzysk olimpijskich w Vancouver. W tej samej konkurencji został mistrzem świata w 2011 roku. Najlepsze wyniki w Pucharze Świata osiągnął w sezonie 2009/2010, kiedy to zajął 6. miejsce w klasyfikacji generalnej, a w klasyfikacji skirossu był drugi. Również w sezonach 2008/2009, 2009/2010 i 2010/2011 był drugi w skicrossie.

## Osiągnięcia

### Igrzyska olimpijskie
| Miejsce | Dzień     | Rok  | Miejscowość | Konkurencja | Zwycięzca             |
| ------- | --------- | ---- | ----------- | ----------- | --------------------- |
| 4.      | 21 lutego | 2010 | Vancouver   | Skicross    | Michael Schmid        |
| 17.     | 20 lutego | 2014 | Soczi       | Skicross    | Jean Frédéric Chapuis |
| 31.     | 21 lutego | 2018 | Pjongczang  | Skicross    | Brady Leman           |

### Mistrzostwa świata
| Miejsce | Dzień       | Rok  | Miejscowość   | Konkurencja | Zwycięzca             |
| ------- | ----------- | ---- | ------------- | ----------- | --------------------- |
| 4.      | 2 marca     | 2009 | Inawashiro    | Skicross    | Andreas Matt          |
| 1.      | 4 lutego    | 2011 | Deer Valley   | Skicross    | -                     |
| 6.      | 10 marca    | 2013 | Voss          | Skicross    | Jean Frédéric Chapuis |
| 27.     | 21 stycznia | 2015 | Kreischberg   | Skicross    | Filip Flisar          |
| 9.      | 18 marca    | 2017 | Sierra Nevada | Skicross    | Victor Öhling Norberg |
| 20.     | 2 lutego    | 2019 | Solitude      | Skicross    | François Place        |
| 26.     | 13 lutego   | 2021 | Idre Fjäll    | Skicross    | Alex Fiva             |

### Puchar Świata

#### Miejsca w klasyfikacji generalnej
- sezon 2007/2008: 25.
- sezon 2008/2009: 7.
- sezon 2009/2010: 6.
- sezon 2010/2011: 7.
- sezon 2011/2012: 10.
- sezon 2012/2013: 101.
- sezon 2013/2014: 49.
- sezon 2014/2015: 50.
- sezon 2015/2016: 11.
- sezon 2016/2017: 58.
- sezon 2017/2018: 80.

#### Zwycięstwa w zawodach
1. Cypress Mountain – 6 lutego 2009 (skicross)
2. Alpe d’Huez – 13 stycznia 2010 (skicross)
3. Lake Placid – 24 stycznia 2010 (skicross)
4. Contamines – 16 stycznia 2011 (skicross)
5. Blue Mountain – 11 lutego 2011 (skicross)
6. Voss – 19 marca 2011 (skicross)
7. Val Thorens – 16 stycznia 2014 (skicross)
8. Montafon – 5 grudnia 2015 (skicross)
9. Val Thorens – 11 grudnia 2015 (skicross)
10. Val Thorens – 7 grudnia 2017 (skicross)

#### Pozostałe miejsca na podium w zawodach
1. Contamines – 10 stycznia 2009 (skicross) – 2. miejsce
2. Branäs – 24 lutego 2009 (skicross) – 2. miejsce
3. Hasliberg – 14 marca 2009 (skicross) – 2. miejsce
4. Branäs – 6 marca 2010 (skicross) – 2. miejsce
5. Grindelwald – 12 marca 2010 (skicross) – 3. miejsce
6. Hasliberg – 14 marca 2010 (skicross) – 3. miejsce
7. Grindelwald – 3 marca 2011 (skicross) – 3. miejsce
8. Branäs – 13 marca 2011 (skicross) – 2. miejsce
9. L’Alpe d’Huez – 11 stycznia 2012 (skicross) – 2. miejsce
10. Blue Mountain – 3 lutego 2012 (skicross) – 2. miejsce
11. Bischofswiesen – 25 lutego 2012 (skicross) – 3. miejsce
12. Soczi – 19 lutego 2013 (skicross) – 2. miejsce
13. Val Thorens – 12 grudnia 2015 (skicross) – 3. miejsce
14. Idre – 13 lutego 2016 (skicross) – 2. miejsce
15. Arosa – 4 marca 2016 (skicross) – 3. miejsce
16. Blue Mountain – 5 marca 2017 (skicross) – 2. miejsce

- W sumie (10 zwycięstw, 10 drugich i 6 trzecich miejsc).